# Les Croûtes
Pour l'œuvre d'art, voir Gérard Gasiorowski#Vie et œuvre.
Les Croûtes sont une commune française, située dans le département de l'Aube en région Grand Est.

## Géographie
La commune se situe au sud-ouest du département de l'Aube et possède la particularité de former une excroissance presque entièrement entourée par le territoire du département de l'Yonne. Elle s'élève à 114 m d'altitude.
|          | Courtaoult, Soumaintrain | Chessy-les-Prés    |
| Butteaux | Croûtes                  | Flogny-la-Chapelle |
| Percey   | Percey                   |                    |

### Toponymie
En 1224, Duae Crotae, est cité comme Les Grandes et les Petites Croûtes en 1344 et 1630.

### Hydrographie

#### Réseau hydrographique
La commune est dans la région hydrographique « la Seine de sa source au confluent de l'Oise (exclu) » au sein du bassin Seine-Normandie. Elle est drainée par l'Armance, le Fossé 01 de Grand-Champ, le Fossé 01 de l'Étang Bossuat, le Fossé 01 des Queues des Loups, le ru Fouinat, le ru Sarot, le ruisseau des Croutes, le ruisseau des Croûtes et divers autres petits cours d'eau,.
L'Armance, d'une longueur de 48 km, prend sa source dans la commune de Chaource et se jette  dans l'Armançon à Saint-Florentin, après avoir traversé 19 communes.

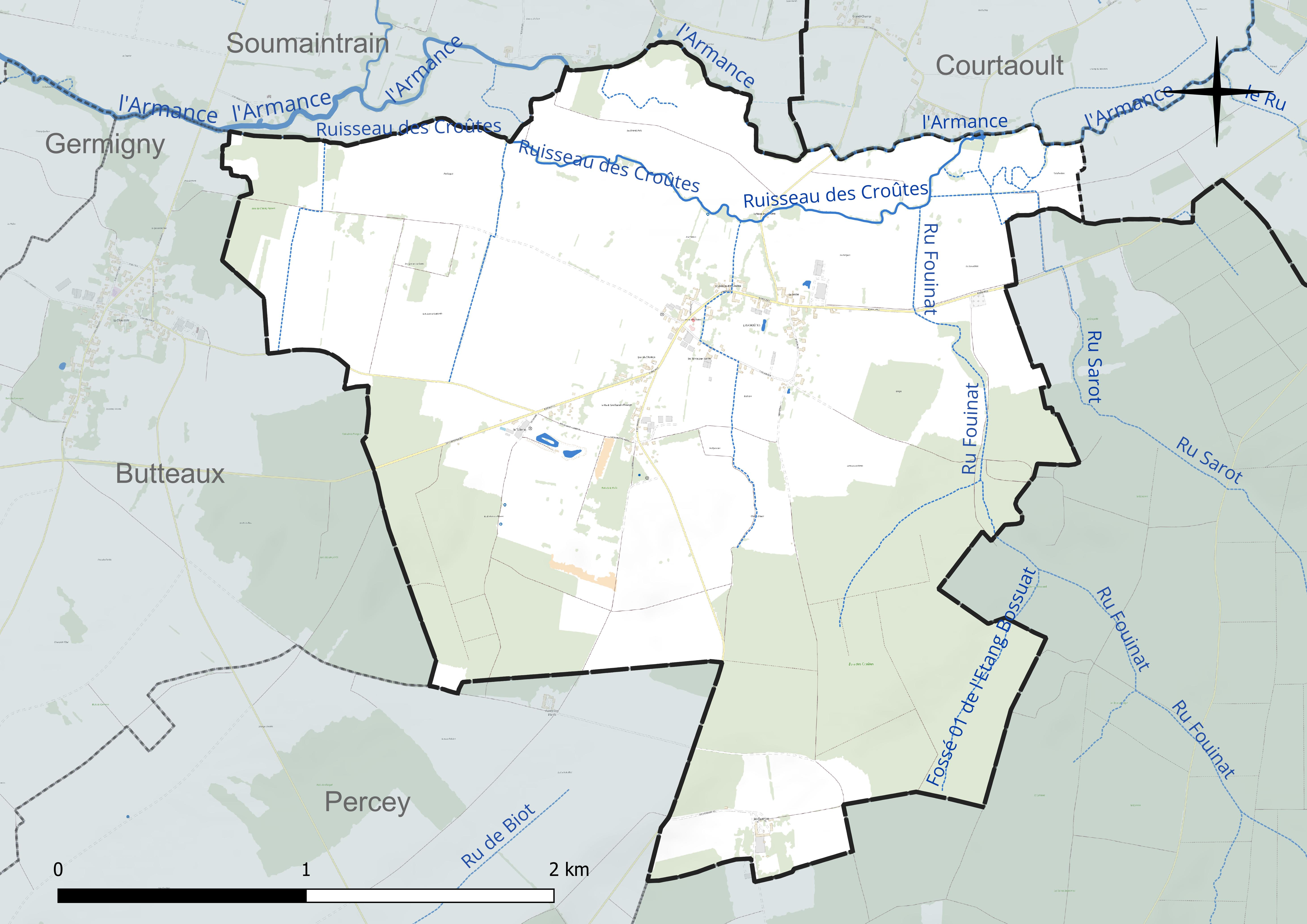
Réseau hydrographique des Croûtes.

#### Gestion et qualité des eaux
Le territoire communal est couvert par le schéma d'aménagement et de gestion des eaux (SAGE) « Armançon ». Ce document de planification concerne le territoire du bassin versant de l'Armançon qui s’étend sur 3 100 km2 et se répartit sur trois départements (l'Aube, l'Yonne et la Côte-d'Or). Il a été approuvé le 6 mai 2013. La structure porteuse de l'élaboration et de la mise en œuvre est le syndicat mixte du bassin versant de l'Armançon (SMBVA).
La qualité des cours d’eau peut être consultée sur un site dédié géré par les agences de l’eau et l’Agence française pour la biodiversité.

### Climat
Pour des articles plus généraux, voir Climat du Grand Est et Climat de l'Aube.
En 2010, le climat de la commune est de type climat océanique dégradé des plaines du Centre et du Nord, selon une étude du Centre national de la recherche scientifique s'appuyant sur une série de données couvrant la période 1971-2000. En 2020, Météo-France publie une typologie des climats de la France métropolitaine dans laquelle la commune est exposée à un climat océanique altéré et est dans la région climatique Lorraine, plateau de Langres, Morvan, caractérisée par un hiver rude (1,5 °C), des vents modérés et des brouillards fréquents en automne et hiver.
Pour la période 1971-2000, la température annuelle moyenne est de 10,7 °C, avec une amplitude thermique annuelle de 15,5 °C. Le cumul annuel moyen de précipitations est de 731 mm, avec 11,3 jours de précipitations en janvier et 7,8 jours en juillet. Pour la période 1991-2020, la température moyenne annuelle observée sur la station météorologique de Météo-France la plus proche, « Chessy-les-Prés_sapc », sur la commune de Chessy-les-Prés à 5 km à vol d'oiseau, est de 11,2 °C et le cumul annuel moyen de précipitations est de 756,5 mm. 
La température maximale relevée sur cette station est de 41,4 °C, atteinte le 25 juillet 2019 ; la température minimale est de −22,2 °C, atteinte le 2 janvier 1997,,.
Les paramètres climatiques de la commune ont été estimés pour le milieu du siècle (2041-2070) selon différents scénarios d'émission de gaz à effet de serre à partir des nouvelles projections climatiques de référence DRIAS-2020. Ils sont consultables sur un site dédié publié par Météo-France en novembre 2022.

## Urbanisme

### Typologie
Au 1er janvier 2024, Les Croûtes sont catégorisées commune rurale à habitat dispersé, selon la nouvelle grille communale de densité à 7 niveaux définie par l'Insee en 2022.
Elle est située hors unité urbaine. Par ailleurs la commune fait partie de l'aire d'attraction de Tonnerre, dont elle est une commune de la couronne,. Cette aire, qui regroupe 38 communes, est catégorisée dans les aires de moins de 50 000 habitants,.

### Occupation des sols
L'occupation des sols de la commune, telle qu'elle ressort de la base de données européenne d’occupation biophysique des sols Corine Land Cover (CLC), est marquée par l'importance des territoires agricoles (70 % en 2018), une proportion identique à celle de 1990 (70 %). La répartition détaillée en 2018 est la suivante : 
terres arables (34,6 %), forêts (30 %), prairies (29,1 %), zones agricoles hétérogènes (6,3 %). L'évolution de l’occupation des sols de la commune et de ses infrastructures peut être observée sur les différentes représentations cartographiques du territoire : la carte de Cassini (XVIIIe siècle), la carte d'état-major (1820-1866) et les cartes ou photos aériennes de l'IGN pour la période actuelle (1950 à aujourd'hui).

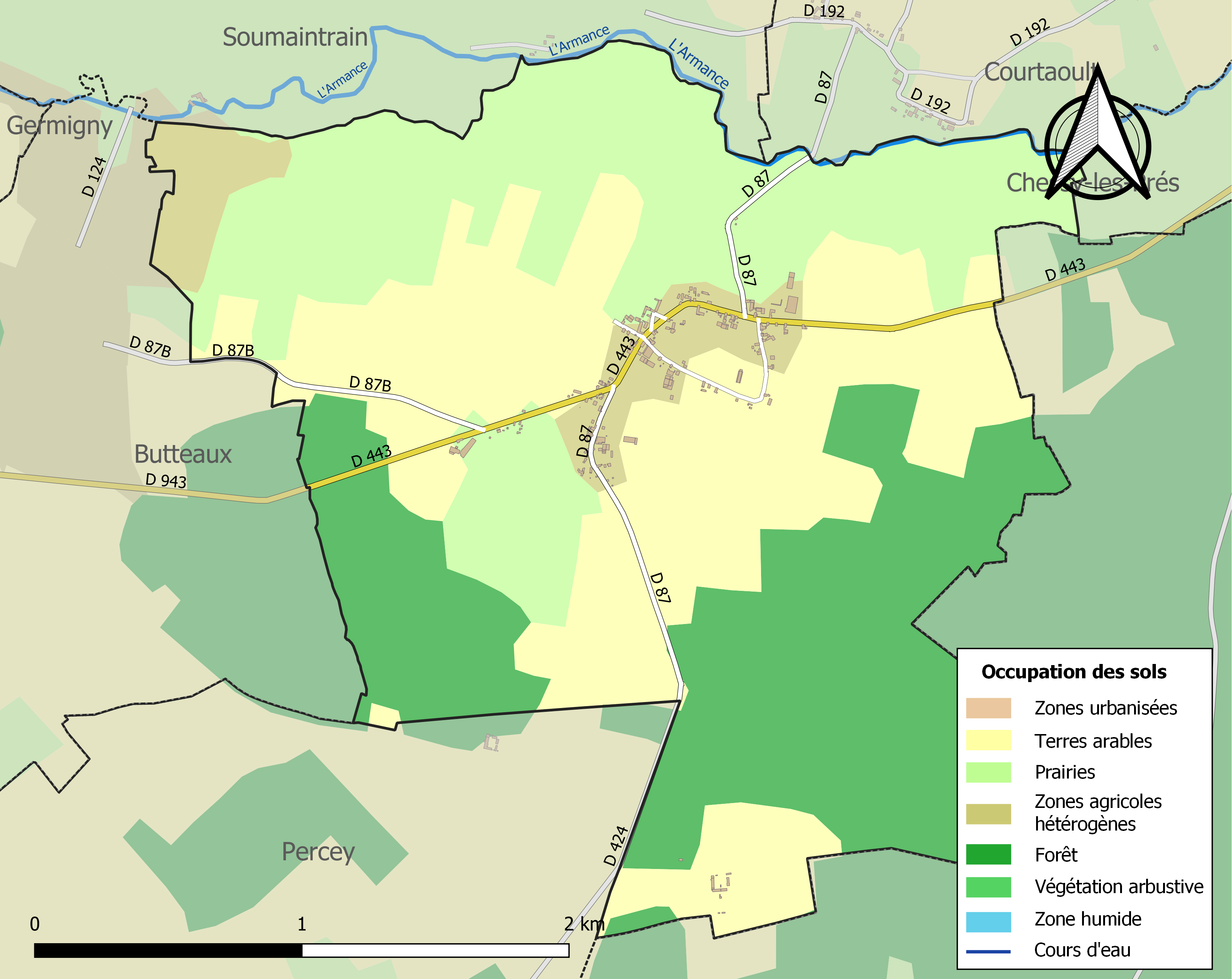
Carte des infrastructures et de l'occupation des sols de la commune en 2018 (CLC).

## Histoire
En 1789, il relevait de l'intendance et de la généralité de Paris, de l'élection de Saint-Florentin et du bailliage de Troyes.
Dans les années 1800, un projet de construction d'une église ainsi que d'une maison d'école voit le jour dans la commune des Croûtes. Plusieurs plans sont faits. Le premier prévoit une entière construction de la maison d'école tandis que le second prévoit le rachat de la maison d'un homme décédé Eugène Truchy à ses héritiers. Le prix des travaux s'élève à 7 520,56 francs. La seconde option est acceptée et le contrat est signé le 25 janvier 1868. La maison d'école est ainsi terminée le 31 octobre suivant.

## Politique et administration

### Administration municipale
| Période                                  | Période    | Identité                 | Étiquette | Qualité  |
| ---------------------------------------- | ---------- | ------------------------ | --------- | -------- |
| juin 1995                                | mars 2008  | Marie-Anne Albert-Brunet |           |          |
| mars 2008                                | avril 2014 | Philippe Grenier         |           |          |
| avril 2014                               | mai 2020   | Jean-Pierre Ravisé       | DVD       | Retraité |
| mai 2020                                 | En cours   | Sylvie Merio-Tanneau     |           |          |
| Les données manquantes sont à compléter. |            |                          |           |          |

### Intercommunalité
La commune fait partie de la communauté de communes de la Région du val d'Armance.

## Population et société

### Démographie
L'évolution du nombre d'habitants est connue à travers les recensements de la population effectués dans la commune depuis 1793. Pour les communes de moins de 10 000 habitants, une enquête de recensement portant sur toute la population est réalisée tous les cinq ans, les populations de référence des années intermédiaires étant quant à elles estimées par interpolation ou extrapolation. Pour la commune, le premier recensement exhaustif entrant dans le cadre du nouveau dispositif a été réalisé en 2008.

En 2022, la commune comptait 96 habitants, en évolution de −4 % par rapport à 2016 (Aube : +0,7 %, France hors Mayotte : +2,11 %).
| 1793 | 1800 | 1806 | 1821 | 1831 | 1836 | 1841 | 1846 | 1851 |
| ---- | ---- | ---- | ---- | ---- | ---- | ---- | ---- | ---- |
| 276  | 258  | 274  | 290  | 287  | 265  | 271  | 273  | 284  |

| 1856 | 1861 | 1866 | 1872 | 1876 | 1881 | 1886 | 1891 | 1896 |
| ---- | ---- | ---- | ---- | ---- | ---- | ---- | ---- | ---- |
| 261  | 246  | 235  | 247  | 235  | 261  | 256  | 260  | 235  |

| 1901 | 1906 | 1911 | 1921 | 1926 | 1931 | 1936 | 1946 | 1954 |
| ---- | ---- | ---- | ---- | ---- | ---- | ---- | ---- | ---- |
| 242  | 226  | 202  | 176  | 173  | 175  | 158  | 154  | 158  |

| 1962 | 1968 | 1975 | 1982 | 1990 | 1999 | 2006 | 2008 | 2013 |
| ---- | ---- | ---- | ---- | ---- | ---- | ---- | ---- | ---- |
| 148  | 134  | 138  | 114  | 114  | 113  | 105  | 103  | 108  |

| 2018 | 2022 | - | - | - | - | - | - | - |
| ---- | ---- | - | - | - | - | - | - | - |
| 93   | 96   | - | - | - | - | - | - | - |

## Culture et patrimoine

### Lieux et monuments
- Église Saint-Sébastien des Croûtes.